# Tredje gången gillt
Tredje gången gillt, skriven av Lasse Westmann, Lennart Sjöholm och Jacob Dahlin, är en dansbandslåt som spelades in som terzett av Christer Sjögren, Annika Hagström och Jacob Dahlin.
Den låg 1988 på det svenska dansbandet Vikingarnas album Kramgoa låtar 16.
Melodin låg, med en andraplats som högsta placering, på Svensktoppen i nio veckor under perioden 8 maj–11 september 1988..
Andra dansband som spelat in den är Canyons orkester  på albumet 88 från 1988 och Kjelleriks på albumet Dansvänliga låtar 2 från 1989 .
Jontez tolkade 2008 låten på albumet Om du vill så ska jag gå .